# قائمة معادلات النسبية
فيما يلي قائمة المعادلات النسبية (بالإنجليزية: List of relativistic equations)‏ الأكثر استخدامًا.

## فرضيات النسبية الخاصة
لاشتقاق قوانين النسبية الخاصة لابد من البدء بفرضيتين:
1. تأخذ قوانين الفيزياء نفس التعبير الرياضي في جميع الأطر المرجعية القصورية، أي أن اختبار القوانين الفيزيائية في إطار مرجعي ثابت هو ذاته في إطار مرجعي متحرك بسرعة ثابتة بالنسبة للإطار الثابت.
2. سرعة الضوء في الفراغ c ثابتة بالنسبة لجميع المراقبين في الأطر القصورية المختلفة، ولا تعتمد على سرعة مصدر الضوء واتجاه الانتشار. وتعتبر الحد الأفصى لسرعة نقل المعلومات محليًا في الفراغ.

مع أن الضوء والجسميات عديمة الكتلة الأخرى تنتقل نظريًا عبر الفراغ بسرعة c، وتم إثبات صحة هذا تجريبيًا بنسبة دقة عالية، إلا أن ما يهم في هذا السياق هو أن مصطلح «سرعة الضوء» يصف الحد الأعلى لسرعة نقل المعلومات وحركة الأجسام (ذات كتلة غير سالبة) في الفراغ الكلاسيكي. ما يهم في فرضيات النسبية هو هذا الوصف لc، بغض النظر عن حركة الضوء نفسه بسرعة c.
من هذان الفرضان تنتج جميع مفاهيم النسبية الخاصة.
في ما يلي v هي السرعة النسبية بين إطارين مرجعيين (أي سرعة أحدهما نسبةً للآخر) في الاتجاه السيني حسب النظام الإحداثي الديكارتي.

## قوانين حركية

### تحويلات لورنتز
تعتبر هذه أهم الدلالات المرتبطة بالنسبية الخاصة:
معامل لورنتز
{\displaystyle \gamma ={\frac {1}{\sqrt {1-\beta ^{2}}}}}
حيث {\displaystyle \beta ={\frac {v}{c}}} وv هي السرعة النسبية بين إطارين مرجعيين.
عندما يكون الإطاران في حالة سكون {\displaystyle \gamma =1}، وتزداد قيمته بزيادة السرعة النسبية حتى إذا ما اقتربت من سرعة الضوء أصبح {\displaystyle \gamma \longrightarrow \infty }.
تمدد الزمن (حيث t و't زمنان مختلفان في الموقع x في نفس الإطار المرجعي)
{\displaystyle t'=\gamma t}
| اشتقاق صيغة تمدد الزمن |
| --- |
| مع أخذ الفرضان السابقان بعين الاعتبار، نفرض مركبة (قطار مثلاً) تسير بسرعة v بالنسبة لشخص واقف على الأرض حين تمر المركبة بجواره. في داخل المركبة أنير ضوء من أسفلها باتجاه مرآة معلقة في السقف وانعكس عائداً للأسفل. إذا علمنا أن ارتفاع المرآة h، وسرعة الضوء c، فإن الزمن المستغرَق لينطلق الضوء ويعود هو: {\displaystyle t={\frac {2h}{c}}} لكن الرؤية ستكون مختلفة من وجهة نظر الشخص الواقف على الأرض، حيث أنه سيرى الشعاع يسير بشكل قطري بدلاً من رؤيته يسير بشكل عمودي صعوداً ونزولاً. فالضوء أنير من أسفل المركبة إلى المرآة بينما المركبة تتحرك وعاد إلى الأسفل والمركبة لا تزال تتحرك. هذه الحركة ستشكل مثلثان قائمان متماثلان بارتفاع يساوي ارتفاع المرآة h وقطران متشكلان من مسار الضوء: {\displaystyle c^{2}\left({\frac {t'}{2}}\right)^{2}=h^{2}+v^{2}\left({\frac {t'}{2}}\right)^{2}} بإعادة ترتيب المعادلة للحصول على 't: {\displaystyle \left({\frac {t'}{2}}\right)^{2}={\frac {h^{2}}{c^{2}-v^{2}}}} {\displaystyle {\frac {t'}{2}}={\frac {h}{\sqrt {c^{2}-v^{2}}}}} {\displaystyle t'={\frac {2h}{\sqrt {c^{2}-v^{2}}}}} نأخذ c عامل مشترك من المقام ونعوض قيمة t، فتصبح المعادلة: {\displaystyle t'={\frac {2h}{c}}{\frac {1}{\sqrt {1-{\frac {v^{2}}{c^{2}}}}}}={\frac {t}{\sqrt {1-{\frac {v^{2}}{c^{2}}}}}}} وبهذا نحصل على صيغة تمدد الزمن: {\displaystyle t'=\gamma t} |

في المثال السابق الزمن المقاس في الإطار المرجعي لداخل المركبة t يسمى الزمن المناسب، ويمثل الفترة الزمنية بين حدثين مقاسة في إطار حدثا فيه في نفس الموقع -مثل انطلاق شعاع الضوء ورجوعه بشكل عمودي-. لأن انطلاق الضوء وانعكاسه حدثا في نفس المكان في الإطار المرجعي داخل المركبة، الزمن المقاس من قِبل شخص داخل هذا الإطار يعتبر زمن مناسب.
تقلص الأطوال (لموقعين مختلفين x و'x في نفس الزمن t ونفس الإطار المرجعي)
{\displaystyle \ell '={\frac {\ell }{\gamma }}}
| اشتقاق صيغة تقلص الأطوال |
| --- |
| نفرض قطار طويل يسير بسرعة v بالنسبة لشخص يقف على الأرض بجانب عمود. من داخل القطار رأى شخص مقدمة القطار تمر بجانب العمود، ثمّ في وقت لاحق 't رأى آخر القطار يمر بجانب نفس العمود. حسب طول القطار بالعلاقة: {\displaystyle \ell =vt'} لكن نفس الحسابات من وجهة نظر المشاهد الواقف على الأرض تعطي نتائج مختلفة. لأن مرور مقدمة القطار ونهايته حدثا في نفس الموقع بالنسبة للإطار المرجعي الخاص بهذا الشخص، والفارق الزمني بينهما t وهو زمن مناسب، نحصل على النتيجة التالية: {\displaystyle \ell '=vt=v\left({\frac {t'}{\gamma }}\right)={\frac {\ell }{\gamma }}} |

كما يوجد زمن مناسب لتمدد الزمن يوجد لتقلص الأطوال طول السكون، وهو في المثال السابق ℓ. يمثل طول السكون طول جسم مقاس من إطار مرجعي يكون فيه الجسم ساكن. يظهر تأثير تقلص الطول على الأبعاد الموازية لاتجاه السرعة النسبية بين الجسم والمشاهد، بينما لا يظهر أي تأثير أو تغيير في الأبعاد العمودية على اتجاه السرعة.
تحويلات لورنتز
{\displaystyle x'=\gamma \left(x-vt\right)}
{\displaystyle y'=y\,}
{\displaystyle z'=z\,}
{\displaystyle t'=\gamma \left(t-{\frac {vx}{c^{2}}}\right)}
| اشتقاق تحويلات لورنتز من تمدد الزمن وتقلص الطول |
| --- |
| نعوض صيغة تقلص الأطوال في تحويلات جاليليو (حيث x=L): {\displaystyle {\frac {x'}{\gamma }}=x-vt} بإعادة ترتيبها نحصل على: {\displaystyle x'=\gamma \left(x-vt\right)} للتحويل بين إطار مرجعي محدد وإطار مرجعي غير محدد: {\displaystyle x=\gamma \left(x'+vt'\right)} التحويل بين الإطار المجعي المحدد وغير المحدد حصل عن طريق جعل إشارة v من المعادلة الأولى سالبة، ثمّ تبديل المتغيرات من متغيرات الإطار المحدد إلى متغيرات الإطار غير المحدد، والعكس صحيح إذا أردنا قلب العملية. ذكرنا سابقاً أن تقلص الأطوال لا يؤثر على الأبعاد العمودية على اتجاه الحركة، بالتالي تبقى تحويلات y وz مثل تحويل جاليليو: {\displaystyle y'=y\,} {\displaystyle z'=z\,} للحصول على تحويل الزمن، نعوض تحويل الموقع في معكوسه: {\displaystyle x=\gamma \left(\gamma \left(x-vt\right)+vt'\right)} {\displaystyle x=\gamma \left(\gamma x-\gamma vt+vt'\right)} {\displaystyle x=\gamma ^{2}x-\gamma ^{2}vt+\gamma vt'\,} {\displaystyle \gamma vt'=\gamma ^{2}vt-\gamma ^{2}x+x\,} {\displaystyle \gamma vt'=\gamma ^{2}vt+x\left(1-\gamma ^{2}\right)} بتعويض قيمة γ: {\displaystyle \gamma vt'=\gamma ^{2}vt+x\left(1-{\frac {1}{1-\beta ^{2}}}\right)} {\displaystyle \gamma vt'=\gamma ^{2}vt+x\left({\frac {1-\beta ^{2}}{1-\beta ^{2}}}-{\frac {1}{1-\beta ^{2}}}\right)} {\displaystyle \gamma vt'=\gamma ^{2}vt-x\left({\frac {\beta ^{2}}{1-\beta ^{2}}}\right)} {\displaystyle \gamma vt'=\gamma ^{2}vt-\gamma ^{2}\beta ^{2}x\,} أخيراً، نقسم المعادلة على γ v: {\displaystyle t'=\gamma \left(t-\beta {\frac {x}{c}}\right)} أو بالصيغة الأكثر انتشارًا: {\displaystyle t'=\gamma \left(t-{\frac {vx}{c^{2}}}\right)} يمكن الحصول على معكوس هذه الصيغة أيضًا بتغيير إشارة v وتبديل المتغيرات، والعكس صحيح. هذه التحويلات معًا هي تحويلات لورنتز: {\displaystyle x'=\gamma \left(x-vt\right)} {\displaystyle y'=y\,} {\displaystyle z'=z\,} {\displaystyle t'=\gamma \left(t-{\frac {vx}{c^{2}}}\right)} |

معادلة جمع السرعات
{\displaystyle V'_{x}={\frac {V_{x}-v}{1-{\frac {V_{x}v}{c^{2}}}}}}
{\displaystyle V'_{y}={\frac {V_{y}}{\gamma \left(1-{\frac {V_{x}v}{c^{2}}}\right)}}}
{\displaystyle V'_{z}={\frac {V_{z}}{\gamma \left(1-{\frac {V_{x}v}{c^{2}}}\right)}}}
| اشتقاق معادلات جمع السرعات |
| --- |
| يصلح تطبيق المعادلات التفاضلية على تحويلات لورنتز، بالتالي بالإمكان الحصول على: {\displaystyle dx'=\gamma \left(dx-vdt\right)} {\displaystyle dy'=dy\,} {\displaystyle dz'=dz\,} {\displaystyle dt'=\gamma \left(dt-{\frac {vdx}{c^{2}}}\right)} السرعة هي مشتقة الإزاحة بالنسبة للزمن، بالتالي: {\displaystyle {\frac {dx'}{dt'}}={\frac {\gamma \left(dx-vdt\right)}{\gamma \left(dt-{\frac {vdx}{c^{2}}}\right)}}} {\displaystyle {\frac {dx'}{dt'}}={\frac {dx-vdt}{dt-{\frac {vdx}{c^{2}}}}}} {\displaystyle {\frac {dx'}{dt'}}={\frac {{\frac {dx}{dt}}-v}{1-{\frac {dx}{dt}}{\frac {v}{c^{2}}}}}} ثمّ نعوض: {\displaystyle V_{x}={\frac {dx}{dt}}\,\quad V'_{x}={\frac {dx'}{dt'}}} فنحصل على المعادلات: {\displaystyle V'_{x}={\frac {V_{x}-v}{1-{\frac {V_{x}v}{c^{2}}}}}} {\displaystyle V'_{y}={\frac {V_{y}}{\gamma \left(1-{\frac {V_{x}v}{c^{2}}}\right)}}} {\displaystyle V'_{z}={\frac {V_{z}}{\gamma \left(1-{\frac {V_{x}v}{c^{2}}}\right)}}} نلاحظ من المعادلات الناتجة أن مركبات السرعة العمودية على اتجاه التغيير في الإطار المرجعي تتأثر أيضًا. ويعود سبب هذا التأثير إلى تمدد الزمن، فهو مضمّن في تحويل ′dt/dt. الحصول على معادلات التغيير في المركبتين الصادية والزينية نتج عن طريق تقسيم التغيير في الإزاحة بهذا الاتجاه على التغيير في الزمن. |

## موتر متري ومتجه رباعي
فضاء الجداء الداخلي (بدلالة الطول):
{\displaystyle {\boldsymbol {\mathsf {a}}}\cdot {\boldsymbol {\mathsf {b}}}=\eta ({\boldsymbol {\mathsf {a}}},{\boldsymbol {\mathsf {b}}})}
حيث {\displaystyle \eta } هي الموتر المتري. وفي النسبية الخاصة الموتر المتري هو فضاء مينكويسكي:
{\displaystyle \eta ={\begin{pmatrix}-1&0&0&0\\0&1&0&0\\0&0&1&0\\0&0&0&1\end{pmatrix}}}
الفترة الزمنية للزمكان
{\displaystyle ds^{2}=dx^{2}+dy^{2}+dz^{2}-c^{2}dt^{2}={\begin{pmatrix}cdt&dx&dy&dz\end{pmatrix}}{\begin{pmatrix}-1&0&0&0\\0&1&0&0\\0&0&1&0\\0&0&0&1\end{pmatrix}}{\begin{pmatrix}cdt\\dx\\dy\\dz\end{pmatrix}}}
يسمىds2 الفترة الزمنية للزمكان، فضاء الجداء الداخلي ثابت حسب تحويلات لورنتز، بحيث:
{\displaystyle \eta ({\boldsymbol {\mathsf {a}}}',{\boldsymbol {\mathsf {b}}}')=\eta \left(\Lambda {\boldsymbol {\mathsf {a}}},\Lambda {\boldsymbol {\mathsf {b}}}\right)=\eta ({\boldsymbol {\mathsf {a}}},{\boldsymbol {\mathsf {b}}})}
يمكن للقيم المعتمدة على الزمن ct, ct', cdt و'cdt أن تتفاوت، مثلاً يمكن وضع القيم المستندة إلى الزمن قبل القيم المكانية في المتجه الرباعي. أيضًا يمكن استبدال η ب−η، مما يجعل القيم المكانية تنتج قيم سالبة في الضرب النقطي أو الفارق الزمني للزمكان، في حين تنتج القيم الزمانية قيمًا موجبة. شرط صحة هذا الاختلاف هو اتباعه الكامل للمعايير الصحيحة أثناء إجراء الحسابات.

### تحويلات لورنتز
يمكن التعبير عن تحويلات لورنتز باستخدام المصفوفات. ولتسهيل الحسابات تستبدل t', t و'dt بct, ct' و'dct، حيث أنهم أبعاد المسافة، بالتالي:
{\displaystyle x'=\gamma x-\gamma \beta ct\,}
{\displaystyle y'=y\,}
{\displaystyle z'=z\,}
{\displaystyle ct'=\gamma ct-\gamma \beta x\,}
والمصفوفة تصبح على شكل:
{\displaystyle {\begin{pmatrix}ct'\\x'\\y'\\z'\end{pmatrix}}={\begin{pmatrix}\gamma &-\gamma \beta &0&0\\-\gamma \beta &\gamma &0&0\\0&0&1&0\\0&0&0&1\end{pmatrix}}{\begin{pmatrix}ct\\x\\y\\z\end{pmatrix}}}
المتجهات في معادلات التحويل أعلاه تعرف باسم المتجهات الرباعية، وهي في هذه الحالة متجهات رباعية للموقع. يمكن تحويل المتجهات الرباعية من إطار مرجعي إلى آخر في النسبية الخاصة عن طريق:
{\displaystyle {\boldsymbol {\mathsf {a}}}'=\Lambda {\boldsymbol {\mathsf {a}}}}
حيث {\displaystyle {\boldsymbol {\mathsf {a}}}'} وa متجه رباعي وتحويله، وΛ مصفوفة التحويل المستخدمة لتحويل أي متجه رباعي مراد. بالتالي يمكن أن يمثل المتجه الرباعي {\displaystyle {\boldsymbol {\mathsf {a}}}'} موقع أو سرعة أو زخم، ونفس Λ تستخدم للتحويل بين إطارين. تحويلات لورنتز الأكثر عموماً تضمن تعقيدات مثل الدوران، فيلزم استخدام سبينور للتحويلات.

### متجه رباعي ونتائج ثابتة الإطار
الثبات والتوحيد في الكميات الفيزيائية ينتج عن المتجه الرباعي. ناتج فضاء الجداء الداخلي لمتجه رباعي بنفسه قيمة قياسية (حسب تعريف فضاء الجداء الداخلي)، وبما أن المتجهات الرباعية هي كميات فيزيائية بالتالي قيمها تطابق قيم الكميات الفيزيائية أيضًا.
| الخاصية           | متجه ثلاثي | متجه رباعي | نتائج ثابتة |
| ----------------- | --- | --- | --- |
| أحداث الزمكان     | الموقع الثلاثي: r = (x1, x2, x3) {\displaystyle \mathbf {r} \cdot \mathbf {r} \equiv r^{2}\equiv x_{1}^{2}+x_{2}^{2}+x_{3}^{2}\,\!}                                                     | الموقع الرباعي: X = (ct, x1, x2, x3) | {\displaystyle {\boldsymbol {\mathsf {X}}}\cdot {\boldsymbol {\mathsf {X}}}=\left(c\tau \right)^{2}\,\!} {\displaystyle {\begin{aligned}&\left(ct\right)^{2}-\left(x_{1}^{2}+x_{2}^{2}+x_{3}^{2}\right)\\&=\left(ct\right)^{2}-r^{2}\\&=-\chi ^{2}=\left(c\tau \right)^{2}\end{aligned}}\,\!} τ=الزمن المناسب χ=المسافة المناسبة                                                                                          |
| ثبات القوة والزخم | {\displaystyle \mathbf {p} =\gamma m\mathbf {u} \,\!}الزخم الثلاثي: p = (p1, p2, p3) {\displaystyle \mathbf {p} \cdot \mathbf {p} \equiv p^{2}\equiv p_{1}^{2}+p_{2}^{2}+p_{3}^{2}\,\!} | الزخم الرباعي: P = (E/c, p1, p2, p3) {\displaystyle {\boldsymbol {\mathsf {P}}}=m{\boldsymbol {\mathsf {U}}}\,\!} | {\displaystyle {\boldsymbol {\mathsf {P}}}\cdot {\boldsymbol {\mathsf {P}}}=\left(mc\right)^{2}\,\!} {\displaystyle {\begin{aligned}&\left({\frac {E}{c}}\right)^{2}-\left(p_{1}^{2}+p_{2}^{2}+p_{3}^{2}\right)\\&=\left({\frac {E}{c}}\right)^{2}-p^{2}\\&=\left(mc\right)^{2}\end{aligned}}\,\!} بالتالي: {\displaystyle E^{2}=\left(pc\right)^{2}+\left(mc^{2}\right)^{2}\,\!} حيث: E= الطاقة الكلية m= الكتلة الساكنة |
| السرعة            | السرعة الثلاثية: u = (u1, u2, u3) {\displaystyle \mathbf {u} ={\frac {\mathrm {d} \mathbf {r} }{\mathrm {d} t}}\,\!}                                                                    | السرعة الرباعية: U = (U0, U1, U2, U3) {\displaystyle {\boldsymbol {\mathsf {U}}}={\frac {\mathrm {d} {\boldsymbol {\mathsf {X}}}}{\mathrm {d} \tau }}=\gamma \left(c,\mathbf {u} \right)} | {\displaystyle {\boldsymbol {\mathsf {U}}}\cdot {\boldsymbol {\mathsf {U}}}=c^{2}\,\!} |
| التسارع           | التسارع الثلاثي: a = (a1, a2, a3) {\displaystyle \mathbf {a} ={\frac {\mathrm {d} \mathbf {u} }{\mathrm {d} t}}\,\!}                                                                    | التسارع الرباعي: A = (A0, A1, A2, A3) {\displaystyle {\boldsymbol {\mathsf {A}}}={\frac {\mathrm {d} {\boldsymbol {\mathsf {U}}}}{\mathrm {d} \tau }}=\gamma \left(c{\frac {\mathrm {d} \gamma }{\mathrm {d} t}},{\frac {\mathrm {d} \gamma }{\mathrm {d} t}}\mathbf {u} +\gamma \mathbf {a} \right)} | {\displaystyle {\boldsymbol {\mathsf {A}}}\cdot {\boldsymbol {\mathsf {U}}}=0\,\!} |
| القوة             | القوة الثلاثية: f = (f1, f2, f3) {\displaystyle \mathbf {f} ={\frac {\mathrm {d} \mathbf {p} }{\mathrm {d} t}}\,\!}                                                                     | القوة الرباعية: F = (F0, F1, F2, F3) {\displaystyle {\boldsymbol {\mathsf {F}}}={\frac {\mathrm {d} {\boldsymbol {\mathsf {P}}}}{\mathrm {d} \tau }}=\gamma m\left(c{\frac {\mathrm {d} \gamma }{\mathrm {d} t}},{\frac {\mathrm {d} \gamma }{\mathrm {d} t}}\mathbf {u} +\gamma \mathbf {a} \right)} | {\displaystyle {\boldsymbol {\mathsf {F}}}\cdot {\boldsymbol {\mathsf {U}}}=0\,\!} |

## ظاهرة دوبلر
الصيغة العامة لتأثير دوبلر:
{\displaystyle \nu '=\gamma \nu \left(1-\beta \cos \theta \right)}
تأثير دوبلر عندما يتحرك مصدر الضوء والمشاهد باتجاه بعضهما:
{\displaystyle \nu '=\nu {\frac {\sqrt {1-\beta }}{\sqrt {1+\beta }}}}
تأثير دوبلر عندما تكوم حركة مصدر الضوء والمشاهد باتجاه عمودي للخط الواصل بينهما:
{\displaystyle \nu '=\gamma \nu }
| اشتقاق تأثير دوبلر النسبي |
| --- |
| يختلف التردد والطول الموجي والطاقة للضوء أو إشعاع منبعث من مصدر ما بين مشاهد متحرك ومشاهد ثابت بالنسبة لمصدر الانبعاث. على فرض أن حركة المشاهد بالنسبة للمصدر كانت على المحور السيني، تصبح تحويلات لورنتز للزخم (والتي تتضمن الطاقة) كما يلي: {\displaystyle {\begin{pmatrix}{\frac {E'}{c}}\\p'_{x}\\p'_{y}\\p'_{z}\end{pmatrix}}={\begin{pmatrix}\gamma &-\gamma \beta &0&0\\-\gamma \beta &\gamma &0&0\\0&0&1&0\\0&0&0&1\end{pmatrix}}{\begin{pmatrix}{\frac {E}{c}}\\p_{x}\\p_{y}\\p_{z}\end{pmatrix}}} {\displaystyle {\frac {E'}{c}}=\gamma {\frac {E}{c}}-\gamma \beta p_{x}} إذا كان: {\displaystyle p_{x}=\\|p\\|\cos \theta } حيث θ هي الزاوية بين {\displaystyle p_{x}} و{\displaystyle {\vec {p}}}. نعوض صيغة التردد في معادلة الزخم والطاقة: {\displaystyle {\frac {h\nu '}{c}}=\gamma {\frac {h\nu }{c}}-\gamma \beta \left\Vert p\right\\|\cos \theta =\gamma {\frac {h\nu }{c}}-\gamma \beta {\frac {h\nu }{c}}\cos \theta } {\displaystyle \nu '=\gamma \nu -\gamma \beta \nu \cos \theta =\gamma \nu \left(1-\beta \cos \theta \right)} في هذه الصيغة لا يشترط أن يكون اتجاه الفارق في السرعة بين مصدر الانبعاث والمشاهد على المحور السيني. وهناك حالاتان خاصتان للمعادلة. الحالة الأولى، عندما يكون اتجاه فرق السرعة بين الباعث والمشاهد على المحور السيني، أي أن θ = 0 وcos θ = 1، بالتالي: {\displaystyle {\begin{aligned}\nu '&=\gamma \nu \left(1-\beta \right)\\&=\nu {\frac {1}{\sqrt {1-\beta ^{2}}}}\left(1-\beta \right)\\&=\nu {\frac {1}{\sqrt {\left(1-\beta \right)\left(1+\beta \right)}}}\left(1-\beta \right)\\&=\nu {\frac {\sqrt {1-\beta }}{\sqrt {1+\beta }}}\end{aligned}}} الحالة الخاصة الثانية تحدث عندما يكون اتجاه فرق السرعة عمودي على المحور السيني، أي أن θ = π/2 وcos θ = 0، فتصبح المعادلة على شكل: {\displaystyle \nu '=\gamma \nu } هذه النتيجة مطابقة تمامًا لتمدد الزمن، ويرجع سبب هذا إلى أن العلاقة بين التردد والزمن تبادلية. هذا يؤدينا إلى استنتاج أن ظاهرة دوبلر تحدث في حالة تحرك باعث ومشاهد بشكل عمودي على الخط الواصل بينما بسبب تأثير تمدد الزمن. |